# بيت العدين (مذيخرة)

تعديل مصدري - تعديل

بيت العدين محلة تابعة لقرية راوات، التابعة لعزلة المغاربة بمديرية مذيخرة إحدى مديريات محافظة إب في الجمهورية اليمنية، بلغ تعداد سكانها 28 حسب تعداد اليمن لعام 2004.